# Hjälten (sjö)
Hjälten är en sjö vid Hjältevad i Eksjö kommun i Småland och ingår i Emåns huvudavrinningsområde. Sjön är 3,5 meter djup, har en yta på 0,365 kvadratkilometer och är belägen 164 meter över havet. Sjön avvattnas av vattendraget Silverån (Brusaån). Vid provfiske har Löja, Gädda abborre, braxen, sutare, gös och mört fångats i sjön. 1985 fångades också Mal.

## Delavrinningsområde
Hjälten ingår i det delavrinningsområde (638919-147062) som SMHI kallar för Utloppet av Hjälten. Medelhöjden är 216 meter över havet och ytan är 22,68 kvadratkilometer. Räknas de 7 delavrinningsområdena uppströms in blir den ackumulerade arean 116,3 kvadratkilometer. Silverån (Brusaån) som avvattnar avrinningsområdet har biflödesordning 2, vilket innebär att vattnet flödar genom totalt 2 vattendrag innan det når havet efter 159 kilometer. Delavrinningsområdet består mestadels av skog (77 procent). Avrinningsområdet har 0,54 kvadratkilometer vattenytor vilket ger det en sjöprocent på 2,4 procent. Bebyggelsen i området täcker en yta av 1,21 kvadratkilometer eller 5 procent av avrinningsområdet.